# Vítor Martins
Vítor Martins est un footballeur portugais, né le 27 mars 1950 à Alcobaça. Il évoluait au poste de milieu central.

## Biographie

### En club
Vítor Martins commence sa formation dans le petit club des Nazarenos jusqu'en 1965. Il se fait remarquer et continue alors sa formation au Benfica Lisbonne où il brille avec d'autres grands joueurs formés avec lui, comme Humberto Coelho, Nené, Shéu et tant d'autres.
Après avoir terminée sa formation avec Benfica, il monte dans l'équipe première au début de saison 1969-70. Il joue son premier match professionnel le 1er décembre 1969 à domicile contre l'União de Tomar sur une écrasante victoire (6-0). Lors de son premier match, il marque le sixième but du Benfica, ce qui correspond à son tout premier but en professionnel. Au total, pour sa première saison, il joue quatre rencontres pour un but.
Lors de sa deuxième saison au club, Jimmy Hagan, l'entraîneur, décide de le faire jouer un peu plus. Ses performances sont bonnes et il contribue à la reconquête du titre de champion du Portugal, perdu la saison passée aux dépens du Sporting. Les saisons défilent et il reste fidèle au club du Benfica. Lors de sa troisième saison il perd un peu de temps de jeu, mais il en regagne à nouveau lors de sa quatrième saison, où il fait une saison remarquable avec vingt-deux rencontres et quatre buts. La saison 1973-74 est pour lui signe de toutes les louanges : Vítor réalise six buts pour vingt-cinq rencontres, participant à de nombreux matches décisifs au sein de son équipe ce qui lui vaut quelques sélections en équipe nationale.
Par la suite, il reste titulaire aux côtés d'autres grands joueurs comme Humberto Coelho ou Toni. Cependant, il ne dépasse pas le cap des six buts lors des saisons qui viennent. Après une saison remarquable, celle de 1976-77, où il réalise vingt-quatre rencontres pour six buts en championnat, il perd sa place de titulaire, et ne rejoue plus beaucoup par la suite. Lors de la saison 1977-78, il ne dépasse pas les deux rencontres et la saison d'après il ne joue plus aucune rencontre du tout.
En effet, le 13 novembre 1977, lors d'un match comptant pour la Coupe du Portugal contre le Desportivo de Chaves, il se blesse à la cinquante-deuxième minute. Vítor est opéré mais tout se complique : un cruel accident vasculaire fait qu'il doit arrêter sa carrière à l'âge de vingt-sept ans. Après avoir brillé avec le Benfica, et s'être fait « aimer » des supporters, il se confie en disant en pleine rencontre « C'est le meilleur moment de ma carrière » contre un match face au Dynamo Moscou.

### En sélection nationale
Vítor commence sa carrière en équipe nationale le 13 novembre 1974, lors d'un match amical contre la Suisse, rencontre perdue (0-3) où il joue toute la première mi-temps.
Par la suite il ne joue pas énormément en équipe nationale. Il rebondit cependant la semaine suivante contre l'Angleterre et dispute la totalité de la rencontre. José Maria Pedroto, le sélectionneur national, le fait jouer tout le match et il fait bonne impression en obtenant un 0-0.
Il obtient une troisième et dernière sélection le 9 mars 1975 au Brésil, lors d'un match contre le club de Goiás EC, match perdu (1-2). Vítor ne sera plus jamais rappelé par la suite, notamment après son opération et son tragique accident qui décide prématurément de sa fin de carrière.
Au total, Vítor aura donc joué trois sélections avec le Portugal de 1974 à 1975.

### Carrière de manager
Après avoir terminé prématurément sa carrière, il reste fidèle au Benfica pendant une trentaine d'années de 1978 à 2008 : il se charge du rôle de « scout » au sein du staff du Benfica.
Après son rôle de scout, il s'occupe de la prospection pendant deux saisons de 2008 à 2010.

## Statistiques

### En club
| Championnat | Championnat      | Championnat | Championnat | Championnat | Coupe nationale | Coupe nationale | Coupe continentale | Coupe continentale | Sélection Portugal | Sélection Portugal | Total     | Total     |
| Saison      | Club             | Pays        | Matches     | Buts        | Matches         | Buts            | Matches            | Buts               | Matches            | Buts               | Matches   | Buts      |
| ----------- | ---------------- | ----------- | ----------- | ----------- | --------------- | --------------- | ------------------ | ------------------ | ------------------ | ------------------ | --------- | --------- |
| 1969-1970   | Benfica Lisbonne | I Divisão   | 4           | 1           | inconnu         | inconnu         | inconnu (C1)       | inconnu (C1)       | –                  | –                  | incomplet | incomplet |
| 1970-1971   | Benfica Lisbonne | I Divisão   | 17          | 2           | inconnu         | inconnu         | inconnu (C2)       | inconnu (C2)       | –                  | –                  | incomplet | incomplet |
| 1971-1972   | Benfica Lisbonne | I Divisão   | 8           | 0           | inconnu         | inconnu         | inconnu (C1)       | inconnu (C1)       | –                  | –                  | incomplet | incomplet |
| 1972-1973   | Benfica Lisbonne | I Divisão   | 22          | 4           | inconnu         | inconnu         | inconnu (C1)       | inconnu (C1)       | –                  | –                  | incomplet | incomplet |
| 1973-1974   | Benfica Lisbonne | I Divisão   | 25          | 6           | inconnu         | inconnu         | inconnu (C1)       | inconnu (C1)       | –                  | –                  | incomplet | incomplet |
| 1974-1975   | Benfica Lisbonne | I Divisão   | 24          | 3           | inconnu         | inconnu         | inconnu (C1)       | inconnu (C1)       | 2                  | 0                  | incomplet | incomplet |
| 1975-1976   | Benfica Lisbonne | I Divisão   | 23          | 2           | inconnu         | inconnu         | inconnu (C1)       | inconnu (C1)       | 1                  | 0                  | incomplet | incomplet |
| 1976-1977   | Benfica Lisbonne | I Divisão   | 24          | 6           | inconnu         | inconnu         | inconnu (C1)       | inconnu (C1)       | –                  | –                  | incomplet | incomplet |
| 1977-1978   | Benfica Lisbonne | I Divisão   | 2           | 0           | inconnu         | inconnu         | inconnu (C1)       | inconnu (C1)       | –                  | –                  | incomplet | incomplet |
| 1978-1979   | Benfica Lisbonne | I Divisão   | 0           | 0           | inconnu         | inconnu         | inconnu (C3)       | inconnu (C3)       | –                  | –                  | incomplet | incomplet |
| Total       | Total            | Total       | 149         | 24          | inconnu         | inconnu         | inconnu            | inconnu            | 3                  | 0                  | incomplet | incomplet |

### Sélections
| Sélections | Date             | Stade                          | Adversaire | Résultat | Minutes | Compétition                                   | Buts |
| ---------- | ---------------- | ------------------------------ | ---------- | -------- | ------- | --------------------------------------------- | ---- |
| 1          | 13 novembre 1974 | Wankdorf-Stadion, Berne        | Suisse     | 3 – 0    | 45e     | Match amical                                  | –    |
| 2          | 20 novembre 1974 | Wembley Stadium, Londres       | Angleterre | 0 – 0    | 90 min  | Éliminatoires du championnat d'Europe de 1976 | –    |
| 3          | 9 mars 1975      | Estádio Serra-Dourada, Goiânia | Goiás      | 2 – 1    | 45e     | Match amical                                  | –    |

## Palmarès

### Benfica
- Vainqueur du Championnat du Portugal : 6 fois — 1970-71, 1971-72, 1972-73, 1974-75, 1975-76, 1976-77
- Vainqueur de la Coupe du Portugal : 2 fois — 1969-70, 1971-72
- Vice-champion du Championnat du Portugal : 4 fois — 1969-70, 1973-74, 1977-78, 1978-79
- Finaliste de la Coupe du Portugal : 3 fois — 1970-71, 1973-74, 1974-75